# Castello di San Faustino
Il Castello di San Faustino o Castello Vecchio sorge nel comune di Grosio, in provincia di Sondrio. Era importante per il controllo del fondovalle, del passo del Mortirolo e dello sbocco della Val Grosina, naturalmente protetto dalle impervie sponde rocciose del colle e, a valle, attorniato dai corsi d’acqua Roasco e Adda.  Fa parte del Parco delle Incisioni rupestri di Grosio, facilmente raggiungibile a piedi, oltre la Rupe Magna e il castello Nuovo.

## Storia
Realizzato per volere del Vescovo di Como attorno al X-XI secolo sull'estremità meridionale del Dosso dei Castelli, grazie anche alla strategicità del luogo rivestì una considerevole importanza all’interno della Pieve di Mazzo dalla quale dipendeva.
Appare per la prima volta in un documento del 1150 appartenente alla curia comense, con il nome di "Castrum Groxii".  La chiesa dedicata ai santi Faustino e Giovita sarebbe probabilmente preesistente al castello stesso, venendo successivamente in esso inglobata e trasformata in cappella castrense. La dedicazione ai due martiri bresciani sarebbe legata all’esistenza di legami economici e culturali intercorrenti tra la Valtellina e la Valcamonica.
Con l’abbandono del castello da parte dei Venosta, presumibilmente avvenuto attorno alla fine del XVI secolo, iniziò anche per la chiesetta una lenta ma inesorabile decadenza.

## Struttura
Del castello rimangono alcuni ruderi dominati dal campanile romanico della chiesa di San Faustino e Giovita. Una campagna di scavi ha riportato alla luce nuove ipotesi sul perimetro e il ruolo storico del Castello di San Faustino, infatti si è potuto notare che verso nord le strutture sembrano allargarsi, quasi volessero abbracciare l’intero colle. I resti murari conservati permettono il riconoscimento del perimetro del castello e di alcune strutture ad esso pertinenti. La relativa angustia del fabbricato, quasi “costretto” a seguire la morfologia dell’altura, fa pensare più che a un’opera difensiva vera propria ad una prestigiosa affermazione di potere del feudatario cui pertinevano Grosotto e Grosio.
È probabile che il castello fosse in origine molto più ampio di quanto attualmente si percepisca, un vero e proprio villaggio fortificato sul modello del castrum altomedievale, circondato da un muro di fortificazione esteso ad inglobare l’intero dosso.
La costruzione più antica (VI sec. d.C.), individuata durante gli scavi archeologici del 2000, corrisponde ad un primitivo sacello funerario che inglobava due tombe scavate nella roccia interpretabili come sepolture privilegiate.

## Galleria d'immagini

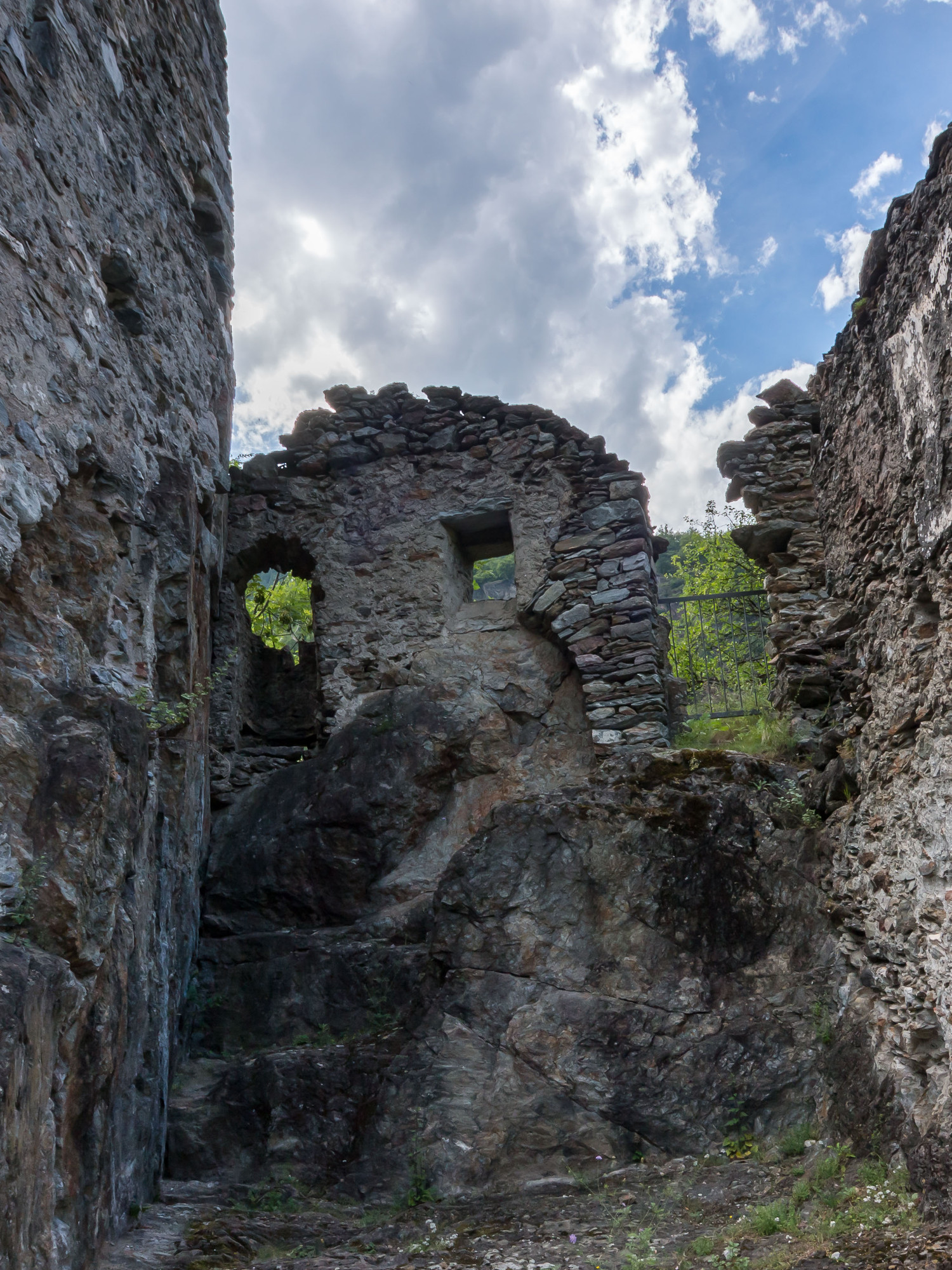
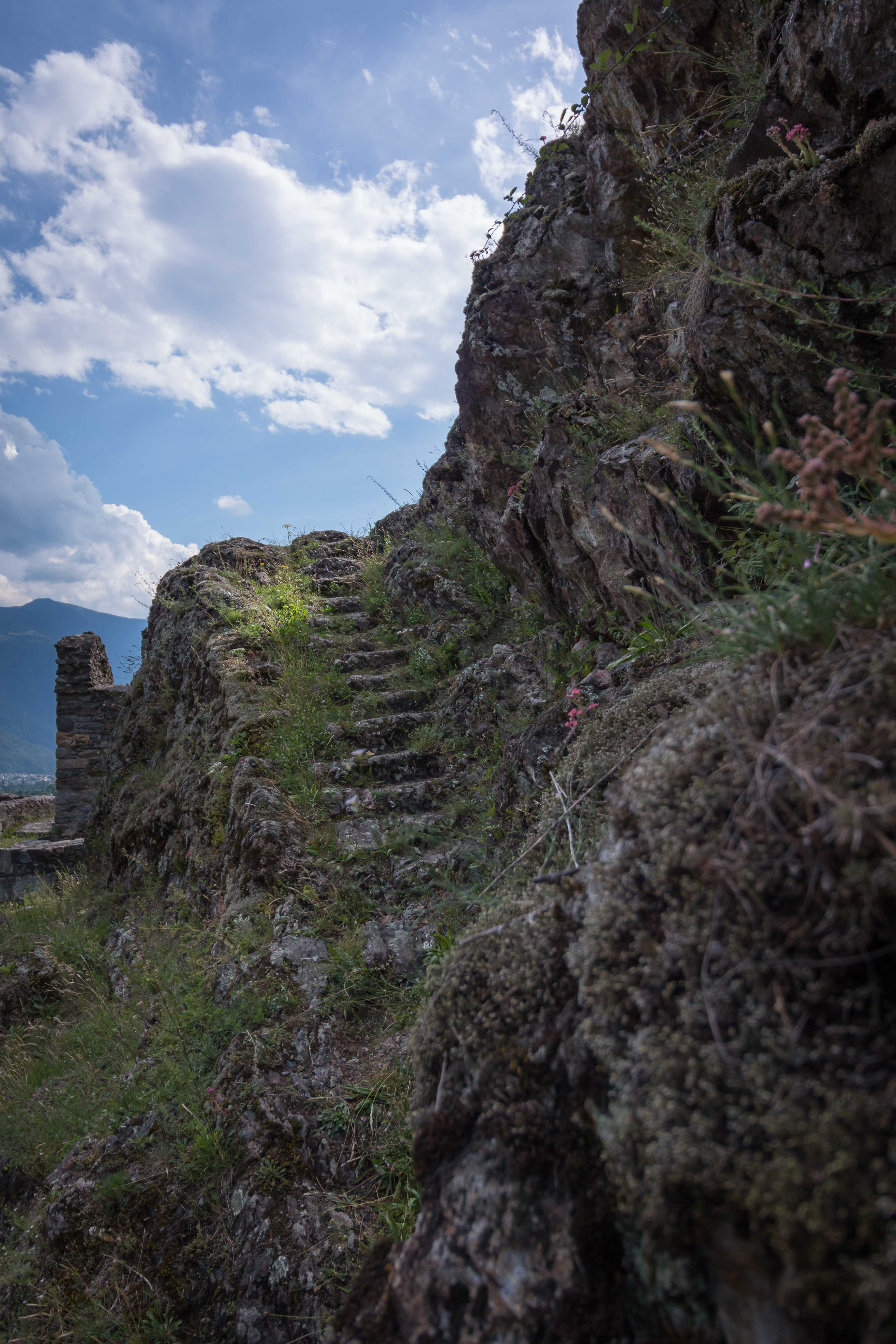